# 父島中継局
父島中継局（ちちじまちゅうけいきょく）は、東京都小笠原村の父島に2013年3月31日から稼働しているNHKラジオの中継局、および2011年7月24日まで置かれていたアナログテレビ放送中継局である。

## 概要
- 1984年、試験放送を開始したNHKの衛星放送を、東京都域の地上波テレビジョン放送局の代わりに地上波で送信するため、母島中継局とともに設けられた。1996年、国の情報格差是正措置の一環として、東京都江東区のテレコムセンターから通信衛星を通じて送られた東京都域の地上波局電波をUHFに変換して送信する放送が始められた。
- テレビジョン放送完全デジタル化に伴い、関東広域各局については2010年6月30日で廃止となり、放送衛星を利用したセーフティネット放送に切り替えられた。残る3局についても、2011年7月24日にアナログテレビ放送終了とともに廃止され、姿を消した。これは、地上波は小笠原村営の光ケーブル回線による再送信（八丈島にある八丈中継局の電波を同島内で受信し海底光ケーブルで配信）に、衛星波はセーフティネット放送利用などもありアンテナを利用した個別受信に、それぞれ移行するためである。
- 一方、ラジオ放送の無線中継局は長らく島内に設置されていなかったが、NHKについては2013年3月31日にラジオ第1・ラジオ第2・FMの3波ともすべてFM波を使用した中継局が設置される。局舎・鉄塔はアナログテレビ放送を行っていた施設（NHK-BSアナログ再送信または地上波アナログUHFのどちらか）をそのまま利用し、送信機器と空中線および東京からの海底光ケーブルで送られてくる信号を受信するための受信機器一式などが設置される。なお、民放は未設置である（インターネットラジオのradikoで聴取は可能）。

## 中継局概要

### テレビ放送中継局

#### 2011年7月24日廃止
| ch | 放送局名         | 空中線電力 （映像/音声） | 実効輻射電力 （映像/音声） | 放送対象地域 | 放送区域内世帯数 | 運用開始   |
| -- | ---------------- | ------------------------ | -------------------------- | ------------ | ---------------- | ---------- |
| 9  | NHK BS1          | 10W/2.5W                 | 17.5W/4.4W                 | 全国         | 約1000世帯       | 1984年5月  |
| 11 | NHK BSプレミアム | 10W/2.5W                 | 17.5W/4.4W                 | 全国         | 約1000世帯       | 1986年12月 |
| 47 | TOKYO MX         | 10W/2.5W                 | 35W/8.9W                   | 東京都       | 約1000世帯       | 1996年     |

なお、2011年3月31日まで、BSプレミアムは「NHK衛星第2テレビジョン」、（現）BS1は「NHK衛星第1テレビジョン」。

#### 2010年6月30日廃止
| ch | 放送局名      | 空中線電力 （映像/音声） | 実効輻射電力 （映像/音声） | 放送対象地域 | 放送区域内世帯数 |
| -- | ------------- | ------------------------ | -------------------------- | ------------ | ---------------- |
| 49 | NHK東京教育   | 10W/2.5W                 | 35W/8.9W                   | 全国         | 約1000世帯       |
| 51 | NHK東京総合   | 10W/2.5W                 | 35W/8.9W                   | 関東広域圏   | 約1000世帯       |
| 53 | NTV日本テレビ | 10W/2.5W                 | 35W/8.9W                   | 関東広域圏   | 約1000世帯       |
| 55 | TBSテレビ     | 10W/2.5W                 | 35W/8.9W                   | 関東広域圏   | 約1000世帯       |
| 57 | CXフジテレビ  | 10W/2.5W                 | 35W/8.9W                   | 関東広域圏   | 約1000世帯       |
| 59 | EXテレビ朝日  | 10W/2.5W                 | 35W/8.9W                   | 関東広域圏   | 約1000世帯       |
| 61 | TXテレビ東京  | 10W/2.5W                 | 35W/8.9W                   | 関東広域圏   | 約1000世帯       |

### ラジオ放送中継局
| MHz  | 放送局名          | 空中線電力 | 実効輻射電力 | 放送対象地域 | 放送区域内世帯数 |
| ---- | ----------------- | ---------- | ------------ | ------------ | ---------------- |
| 79.6 | NHK 東京FM        | 3W         | 5.6W         | 東京都       | 1006世帯         |
| 82.6 | NHK 東京ラジオ第1 | 3W         | 4.9W         | 関東広域圏   | 1006世帯         |
| 84.6 | NHK 東京ラジオ第2 | 3W         | 4.9W         | 全国         | 1006世帯         |

- 2013年3月15日に予備免許交付、3月28日に本免許交付、3月31日本放送開始。
- なお、中波2波は、関東地方では初めての中継局となる。FM放送は、伊豆諸島に次いでの設置となる。

## 中継局置局場所
- NHK-BS…小笠原村父島字洲崎（振分山）
- 地上波…小笠原村父島字大根山（三日月山）